# Michael den Heijer
Michael James den Heijer (Auckland, 14 april 1996) is een Nieuw-Zeelands voetballer van Nederlandse afkomst die als middenvelder speelt.

## Carrière
Michael den Heijer speelde in Nieuw-Zeeland in de Premiership voor Wanderers SC, een opleidingsclub voor spelers onder 20 jaar. Na één seizoen vertrok hij naar de jeugd van Kashiwa Reysol. Hierna keerde hij weer terug naar Nieuw-Zeeland, waar hij met Auckland City FC in twee seizoenen één keer de Premiership en twee keer de OFC Champions League won. In 2016 vertrok hij naar Jong N.E.C., waar mee hij in de Beloften Eerste Divisie speelde. In de zomer van 2017 tekende hij een contract bij N.E.C.. Medio 2019 liep zijn contract af. Hij was tevergeefs op proef bij TOP Oss en vervolgde daarna zijn loopbaan in het Nederlandse amateurvoetbal bij SV DFS in de Eerste klasse. In september 2020 ging hij naar het Duitse 1. FC Kleve in de Oberliga Niederrhein. In 2021 keerde hij terug naar Nieuw-Zeeland, waar hij bij Auckland United FC speelt. In januari 2023 keerde hij terug bij plaatsgenoot Auckland City waarmee hij in februari 2023 deelnam aan het Wereldkampioenschap voetbal voor clubs 2022. In december 2023 nam hij met zijn club ook deel aan het Wereldkampioenschap voetbal voor clubs 2023 waarin Auckland City wederom in de voorronde werd uitgeschakeld. Met zijn club won hij de OFC Champions League 2024. In de eerste ronde van de FIFA Intercontinental Cup 2024 werd Den Heijer met Auckland City uitgeschakeld.
Den Heijer maakte deel uit van de Nieuw-Zeelandse selectie op het Wereldkampioenschap voetbal onder 17 - 2013.

### Statistieken
| Seizoen                    | Club            | Competitie        | Competitie | Competitie | Beker | Beker | Internationaal | Internationaal | Overig | Overig | Totaal | Totaal |
| Seizoen                    | Club            | Competitie        | Wed.       | Dlp.       | Wed.  | Dlp.  | Wed.           | Dlp.           | Wed.   | Dlp.   | Wed.   | Dlp.   |
| -------------------------- | --------------- | ----------------- | ---------- | ---------- | ----- | ----- | -------------- | -------------- | ------ | ------ | ------ | ------ |
| 2013/14                    | Wanderers       | Premiership       | 13         | 2          | 0     | 0     | –              | –              | –      | –      | 13     | 2      |
| 2014/15                    | Auckland City   | Premiership       | 5          | 0          | 0     | 0     | 1              | 0              | 0      | 0      | 6      | 0      |
| 2015/16                    | Auckland City   | Premiership       | 11         | 0          | 0     | 0     | 1              | 0              | 1      | 0      | 13     | 0      |
| 2016/17                    | N.E.C.          | Eredivisie        | 0          | 0          | 0     | 0     | –              | –              | –      | –      | 0      | 0      |
| 2017/18                    | N.E.C.          | Eerste divisie    | 0          | 0          | 0     | 0     | –              | –              | –      | –      | 0      | 0      |
| 2018/19                    | N.E.C.          | Eerste divisie    | 0          | 0          | 0     | 0     | –              | –              | –      | –      | 0      | 0      |
| 2020/21                    | 1. FC Kleve     | Oberliga Niederr. | 7          | 2          | –     | –     | –              | –              | 1      | 1      | 8      | 3      |
| 2021                       | Auckland United | Premiership       | 16         | 3          | –     | –     | –              | –              | –      | –      | 16     | 3      |
| 2022                       | Auckland United | Premiership       | 29         | 5          | –     | –     | –              | –              | –      | –      | 29     | 5      |
| 2023                       | Auckland City   | Premiership       | 22         | 1          | –     | –     | 7              | 0              | –      | –      | 29     | 1      |
| 2024                       | Auckland City   | Premiership       | 0          | 0          | –     | –     | 1              | 0              | –      | –      | 1      | 0      |
| Carrièretotaal             | Carrièretotaal  | Carrièretotaal    | 103        | 13         | 0     | 0     | 10             | 0              | 2      | 1      | 115    | 14     |
| Bijgewerkt op 6 maart 2024 |                 |                   |            |            |       |       |                |                |        |        |        |        |